# Jarl Espen Ygranes
Jarl Espen Ygranes (* 23. Januar 1979 in Oslo) ist ein ehemaliger norwegischer Eishockeyspieler, der im Verlauf seiner aktiven Karriere zwischen 1997 und 2005 unter anderem über 250 Partien für Furuset IF, Frisk Asker und Vålerenga IF in der norwegischen Eliteserien auf der Position des Verteidigers bestritten hat. Ygranes wurde dreimal Norwegischer Meister, davon zweimal mit Vålerenga IF und einmal mit Frisk Asker.

## Karriere
Jarl Espen Ygranes begann seine Karriere als Eishockeyspieler in seiner norwegischen Heimat bei Furuset IF aus Oslo. Nachdem er beim CHL Import Draft 1996 von den London Knights in der zweiten Runde als insgesamt 48. Spieler ausgewählt worden war, wechselte der Verteidiger im Sommer 1997 in die Ontario Hockey League, kehrte aber bereits Anfang 1998 nach Norwegen zurück und spielte eineinhalb Jahre für seinen Ausbildungsklub Furuset IF in der Eliteserien. Zwar war er beim NHL Entry Draft 1997 von den Canadiens de Montréal aus der National Hockey League in der neunten Runde als insgesamt 228. Spieler gezogen worden, es kam aber zu keinem Vertragsschluss. 1999 schloss sich Ygranes dem Ligarivalen Frisk Asker an. Nachdem er mit dem Klub aus dem Großraum Oslo im Frühjahr 2002 Norwegischer Meister geworden war, wechselte der Abwehrspieler zum Vålerenga IF. Nachdem er mit dem norwegischen Rekordmeister 2003 und 2005 zwei weitere Meistertitel gewinnen konnte, beendete Ygranes im Alter von nur 26 Jahren im Jahr 2005 seine Karriere.

### International
Für Norwegen nahm Ygranes im Juniorenbereich zunächst an der U18-Europameisterschaft 1995 und den U18-B-Weltmeisterschaften 1996 und 1997, als der Wiederaufstieg in die A-Gruppe gelang, teil. Mit der U20-Auswahl spielte er bei den U20-B-Weltmeisterschaften 1997 und 1999 teil.
Im Seniorenbereich stand der Defensivakteur im Aufgebot seines Landes bei den Weltmeisterschaften der Division I 2004 und 2005, als der Aufstieg in die Top-Division gelang. Zudem vertrat er seine Farben bei den Olympiaqualifikationen für die Winterspiele 2002 in Salt Lake City und 2006 in Turin.

## Erfolge und Auszeichnungen
- 2002 Norwegischer Meister mit Frisk Asker
- 2002 Norwegischer Meister mit Vålerenga IF
- 2005 Norwegischer Meister mit Vålerenga IF

### International
- 1997 Aufstieg in die A-Gruppe bei der U18-B-Weltmeisterschaft
- 2005 Aufstieg in die Top-Division bei der Weltmeisterschaft der Division I, Gruppe A